# In Gay Madrid
In Gay Madrid é um filme de comédia musical americano pré-código, dirigido por Robert Z. Leonard, estrelado por Ramón Novarro e Dorothy Jordan, e lançado pela Metro-Goldwyn-Mayer.

## Elenco
- Ramon Navarro como Ricardo
- Dorothy Jordan como Carmina Rivas
- Lottice Howell como Goytia
- Claude King como Marques de Castelar
- Eugenie Besserer como Dona Generosa
- William V. Mong como Rivas
- Beryl Mercer como Dona Concha
- Nanci Price como Jacinta
- Herbert Clark como Otávio
- David Scott como Ernesto
- George Chandler como Enrique
- Bruce Coleman como Corpulento
- Nicholas Caruso como Carlos